# Station Viby J
Station Viby J (de J wordt toegevoegd ter voorkoming van verwarring met Viby S) is een station in Viby in de Deense gemeente Aarhus. Het station ligt aan de lijnen Aarhus - Fredericia en Aarhus - Hov. 
Viby is na het hoofdstation van Aarhus het drukste station in de gemeente.